# Daniel Buechlein
Daniel Mark Buechlein OSB (ur. 20 kwietnia 1938 w Jasper, zm. 25 stycznia 2018 w Saint Meinrad) – amerykański duchowny katolicki, arcybiskup Indianapolis.

## Życiorys
Urodził się w rodzinie Carla i Rose Buechlein. 15 sierpnia 1963 złożył profesję w zakonie benedyktynów. 3 maja 1964 otrzymał święcenia kapłańskie. Od 1971 był rektorem St. Meinrad School of Theology. W latach późniejszych był też rektorem St. Meinrad College.
20 stycznia 1987 otrzymał nominację na biskupa diecezji Memphis. Sakry udzielił mu abp Thomas Kelly O.P., ówczesny arcybiskup Louisville. 14 lipca 1992 został przeniesiony na metropolię Indianapolis. W 2003 został ponadto konsultorem w Kongregacji ds. Duchowieństwa. W 2008 wykryto u niego chłoniaka Hodkina. Parę miesięcy później ogłosił on jednak iż choroba jest w remisji. W 2010 przeszedł operację usunięcia guza z brzucha.
Z powodu pogarszającego się stanu zdrowia 14 stycznia 2011 otrzymał on do pomocy w zarządzaniu archidiecezją biskupa pomocniczego w osobie Christophera Coyne’a, dotychczasowego kapłana archidiecezji Boston. Konsekrował go osobiście 2 marca. Niedługo później doznał udaru i przez trzy miesiące przebywał na leczeniu i rehabilitacji. Od marca archidiecezją faktycznie zarządza biskup pomocniczy. Formalną rezygnację z pełnionej funkcji papież przyjął 21 września 2011.
Zmarł 25 stycznia 2018.